# Ōbu
Ōbu (大府市, Ōbu-shi) est une ville située dans la préfecture d'Aichi, sur l'île de Honshū, au Japon.

## Géographie

La ville d'Obu dans la préfecture d'Aichi.

### Situation
Ōbu est située dans le sud de l'agglomération de Nagoya, au nord de la péninsule de Chita.

### Démographie
En novembre 2019, la population de la ville d'Ōbu était de 92 788 habitants répartis sur une superficie de 33,66 km2.

## Histoire
Le village d'Ōbu a été fondé le 1er octobre 1889. Il devient un bourg le 1er novembre 1915 et une ville le 1er septembre 1970.

## Transports
La ville est desservie par les lignes Tōkaidō et Taketoyo de la JR Central. La gare d'Ōbu est la principale gare de la ville.

## Symboles municipaux
La fleur qui symbolise la ville d'Ōbu est le gardénia.

## Jumelage
Ōbu est jumelée avec la ville de Port Phillip en Australie.

## Personnalités liées à la ville
- Masayoshi Nagata (1927-2008), mathématicien
- Hidehiko Yoshida (né en 1969), judoka